# 小皇宮
小皇宮（法語發音：[pəti palɛ]）位於法國巴黎，現為小皇宮美術館。

## 建築
小皇宮由建築師夏尔·吉罗建造，和大皇宮一樣曾是1900年世界博覽會展覽場。與許多人想像的相反，在原巴黎工業宮舊址上興建的小皇宮當年並不是作為一座只與巴黎世博會相關的臨時性建築物而設計的。曾獲得羅馬大獎的建築設計師夏爾·吉羅於1897年贏得小皇宮設計競獎，推出了一項造型上刻板，但在材料設計上卻又很現代的建築方案：小皇宮建築群形如一個規則梯形，圍繞一個內花園，構成一個雙層環圈，底層為大樓基座，設各類辦公室、貯藏室和工作室，陳展空間全部位於一層，並通過一座大型主樓梯進入。設計師試圖把矗立於塞納河對岸的榮軍院的圓頂與凡爾賽宮鏡廳的風格揉合在一起，而使用的卻是磚石、鑄鐵和玻璃等當時尚屬現代的材料。
為了克服作品只能受日光射照這一強制性約束，吉羅使用了許多大膽手法，例如：玻璃天棚、大玻璃觀景窗、朝內花園敞開的列柱廊（péristyle）等；從各處大量湧入的光線使整座小皇宮通體透亮，宛如一曲“光亮的頌歌”。同時，作為建築藝術精華，小皇宮也曾因採用古典柱形和雕塑裝飾占主導地位而被視為兼容並蓄或“美術派”風格（sytle éclectique ou beaux arts）的宣言。
1901年，法國政府將這棟建築物送給巴黎市政府，從此小皇宮就成為巴黎市政府的美術宮殿，為巴黎15所市政府博物館之一。

## 內部
小皇宮內部的繪畫裝飾完成於1903年至1925年間。裝飾設計師的意圖是使小皇宮博物館既具備宮殿的華麗，又有公共建築的某種莊嚴。宮內各主體建築裝飾畫以“藝術之都巴黎”為總主題。
巴黎市議會選擇了一些在名勝裝飾方面經驗豐富的成名藝術家，承擔小皇宮各部分的裝飾。
例如，大門正廳裝飾畫出自阿爾貝爾·貝斯納（Albert BESNARD）之手（1903年定制，1910年完成），四幀壁板畫面象徵“人類思想狀態與自然力量：藝術的源泉”。
北側長廊的3幅天花板頂飾畫和10幅壁板畫分別敘述巴黎從呂岱斯（Lutèce）直至現代的發展歷史，均為費爾南·科爾蒙（Fernand CORMON）的作品（1906年定制，1911年完成）。
南側長廊以“摩登巴黎”為題的3幅天花板頂飾畫由亨利·羅爾（Henri Roll）完成於1920年。
南北閣樓的幾幅天花板頂飾畫分別由喬治·皮卡爾（Georges PICARD）和費爾迪南·恩貝爾（Ferdinand HUMBERT）創作，其畫題分別是：“女性的勝利”和“巴黎的知識成就”；杜督伊圓頂（Coupole Dutuit）裝飾畫則由莫利斯·德尼（Maurice DENIS）繪製，畫題是“法國藝術史”，定購於1919年，完成於1925年。
除繪畫外，大多具有新巴洛克風格的雕塑在小皇宮博物館的內部裝飾中也佔居重要地位。此外，曾由察理·吉羅親自繪圖設計的鐵飾（ferronnerie）也是小皇宮建築裝飾的一個重要因素，尤其是那扇深受新藝術風格影響的正面鐵柵欄大門，歷來被視為法國建築物鐵飾藝術的傑作之一。 
隨著時間的推移，小皇宮建築也不可避免地經歷了由盛而衰的變遷。除建築材料的自然質變之外，功能佈局的變換也使小皇宮逐漸失去了起初給人的那種“透明感”：宮內有的窗戶被封死，有些長廊不是被分隔，就是被加裝吊頂。

## 整修
到了1990年代，年久失修的小皇宮出現嚴重的建築紊亂，懸空花園下陷、地基滲水、表面牆磚跌落，也日漸遭受一定程度的冷落或遺忘；公眾雖然常被小皇宮舉辦的臨時展覽所吸引，但卻大多不知道宮內豐富的常設展品：因為許多藏品不是因陳列條件不理想，便是由於缺少陳展空間而常年沈睡庫房，不得與觀眾見面。
為了改變這一狀況，拯救小皇宮博物館，巴黎市議會於1997年通過了一項由法國文物保管主任官員（conservateur général）、小皇宮博物館館長吉爾·夏查爾（Gilles CHAZAL）提出的文化計劃；1998年5月，巴黎市政府文化遺產與建築局推出小皇宮整體翻新建築設計競獎；1999年，評審委員會選定謝（Chaix）與莫萊爾（Morel）建築設計工作室的方案。
2001年，小皇宮博物館對公眾；2003年，整修工程正式啟動。按標書規定，設計師須達到的強制性目標有三：一是恢復原始建築－包括光亮在內－的優點，二為贏得額外空間，三是博物館陳展形式的現代化。承擔整修的建築設計師們通過打破隔板和吊頂，拆除窗戶擋板，恢復穹頂採光，使小皇宮再現通體透亮的原始特性；同時，還大膽對地下層、底層和頂層作出重新規劃佈局，不僅使展室面積從原來的15,000平方米增加到了22,000平方米(常設展廳陳列作品由850件增加至1300件)，而且還新增一個187座的報告廳、一間書店和一個咖啡廳。
整修工程耗資7千2百萬歐元（全部由巴黎市政府承擔）、持續了2年多的小皇宮博物館修繕工程於2005年6月份竣工。
2005年12月8日，巴黎市市長贝特朗·德拉诺埃（Bertrand DELANOE）主持了整修一新的小皇宮博物館的重新開館儀式。

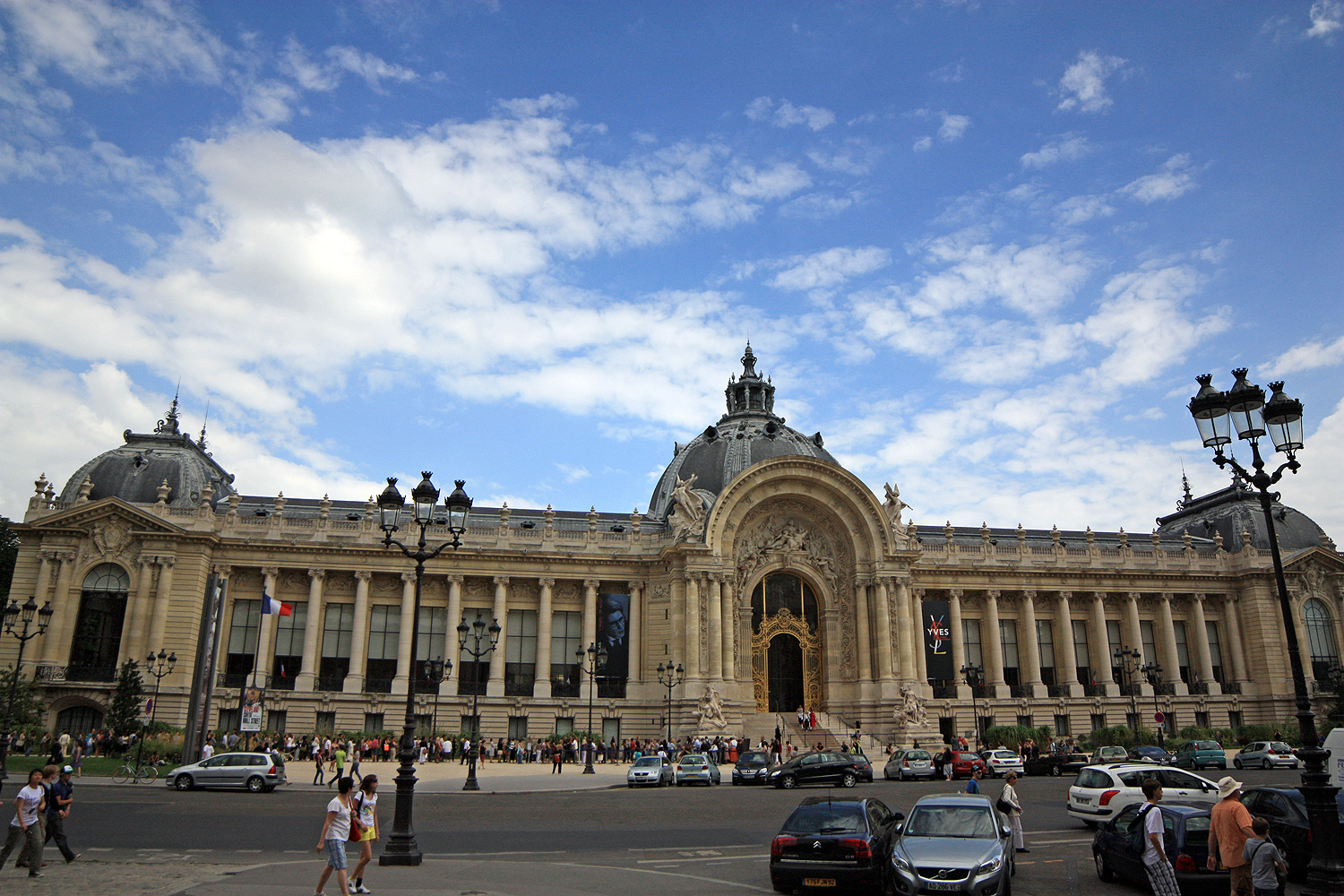
小皇宮

在四年並經過兩年多整體翻修工程之後，巴黎小皇宮博物館(Petit Palais)已於2005年12月10日以嶄新面貌重新對公眾開放。

## 展覽
由於自2001年以來，左派主政的巴黎市政府推行“讓人人享受文化(culture pour tous)”政策，因此凡屬巴黎市政府博物館的常設展品館，一概對所有人免費開放，13歲以下的兒童還可免費參觀各類臨時展覽。 
小皇宮藏有非常多的美術作品，雖然以法國美術品為主，但永久展覽館仍收集不少荷蘭、比利時、義大利的藝術家作品。小皇宮展場以年代劃分展區，1樓陳列18、19世紀和1900年代巴黎繪畫藝術作品；地下1樓的館藏相當豐富，從古希臘和羅馬帝國時期的文物、東西方基督教世界文物、文藝復興時期，到17、19世紀的巴黎繪畫或雕塑。
19世紀的藝術品，浪漫主義的傑利柯及德拉克洛瓦，新古典主義的安格爾，寫實主義庫爾培，巴比松畫派（Barbizon）及印象派（Impressionism）畫作，新藝術及象徵主義畫家魯東或雕塑家卡波（Carpeaux）及達魯（Dalou）等。小皇宮還有中世紀文物、文藝復興繪畫、素描、彩陶及18世紀文物。

## 外部連結
- 巴黎大小皇宮 Grand et Petit Palais （页面存档备份，存于）

Template:巴黎名胜
1. ↑  .   [2021-08-14]. （原始内容存档于2020-01-15）.